# مایکل باتیست
مایکل باتیست (انگلیسی: Michael Batiste؛ زادهٔ ۲۱ نوامبر ۱۹۷۷) بازیکن بسکتبال اهل ایالات متحده آمریکا است.
از باشگاه‌هایی که در آن بازی کرده‌است می‌توان به باشگاه بسکتبال پاناتینایکوس، ممفیس گریزلیز، و باشگاه بسکتبال مردان فنرباغچه اشاره کرد.